# Odor aliáceo

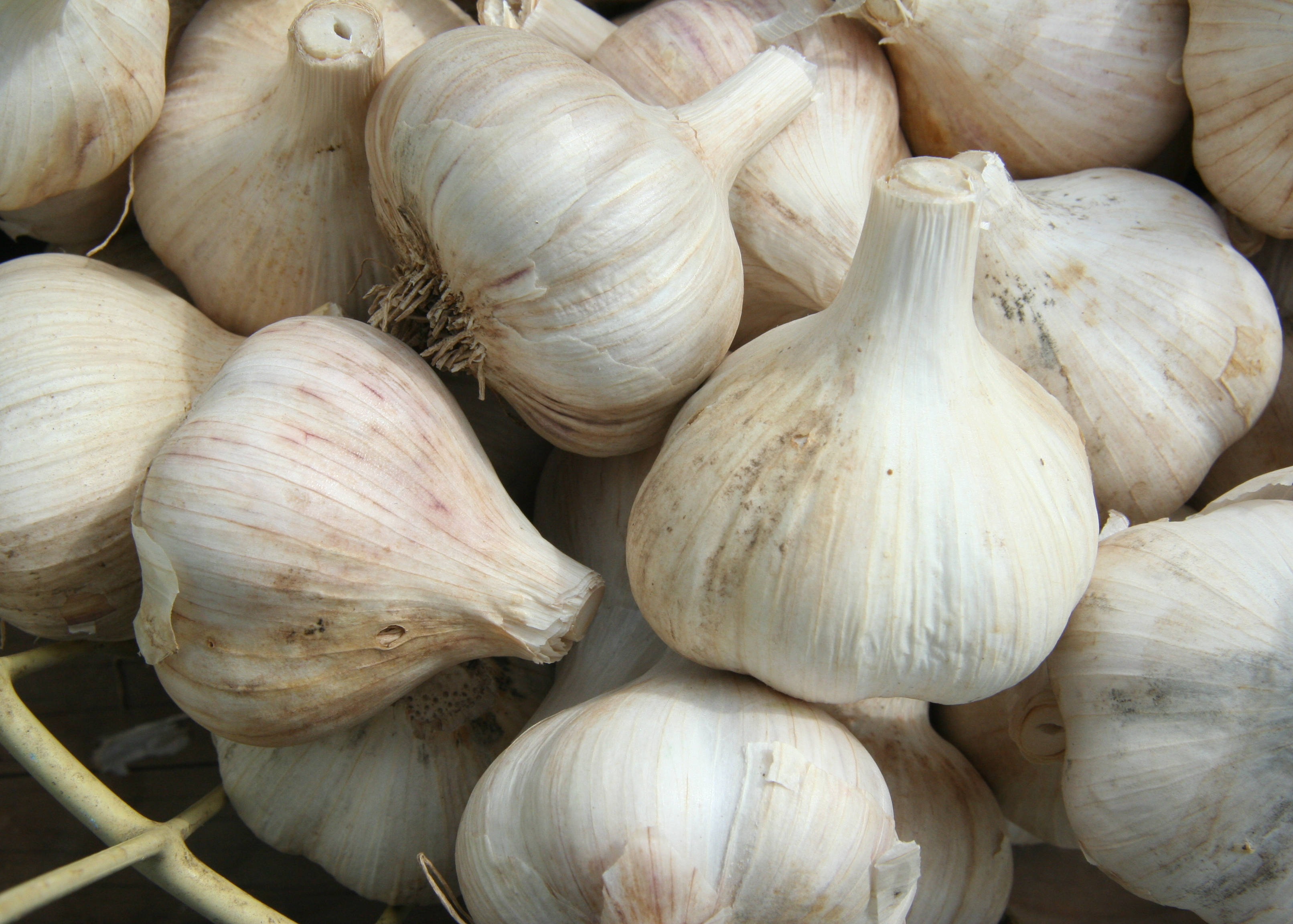
Alhos, a principal fonte de odor aliáceo.

Odor aliáceo é a designação dada ao aroma típico que caracteriza a generalidade dos alhos e das cebolas quando esmagados, cortados ou apertados. Este odor não é exclusivo destes dois grupos de hortaliças, pois muitos outros membros da subfamília das alióideas apresentam o mesmo odor característico. A designação é igualmente aplicada à halitose causada pela ingestão de alho, ou alimentos temperados com alho. Odores semelhantes, frequentemente também referidos como odores aliáceos, são emitidos pelos compostos de arsénio, estando também presentes no hálito das pessoas intoxicadas com arsénio, com fósforo, com telúrio ou com pesticidas organofosforados (salvo quando dissolvidos em hidrocarbonetos).

## Origem do odor
A origem deste odor nas aliáceas tem sido atribuída a diversos compostos voláteis contendo enxofre, nomeadamente os tiosulfinatos, os hiosulfinatos e os compostos que se originam a partir da degradação dos ácidos sufénicos. Utilizando diferentes métodos de análise química foi possível identificar os tiosulfinatos e o óxido de tiopropanal como as moléculas responsáveis pela maior parte do odor aliáceo.
Sendo assim, os principais compostos voláteis responsáveis pelo odor aliáceo em alhos e cebolas são dissulfureto de alil-metilo, alil-mercaptano, dialil-dissulfureto, dimetil-dissulfeto e metil-mercaptano, juntamente com quantidades menores de dimetil-seleneto.
Vários outros compostos de enxofre também são produzidos quando a alicina contida no alho é decomposta no estômago e no fígado. Entre os muitos compostos produzidos, o sulfeto de alilo (AMS ou alil-metil-sulfeto) mantém-se no corpo em quantidades significativas durante várias horas após o consumo, resultando num odor que pode durar horas a dias. Esse efeito resulta de o AMS ser o único dos compostos organossulfurados derivados da alicina que não se decompõe rapidamente, permanecendo detectável durante várias horas nos pulmões e na urina, bem como a boca, o que significa que o AMS é reabsorvido na corrente sanguínea e se desloca para outros órgãos de excreção, ou seja para os pulmões, os rins e a pele.

## Remédios para a halitose
A lavagem repetida da cavidade oral, mesmo quando é utilizado um enxaguante bucal, ou a utilização de pastilhas refrescantes do hálito, não são particularmente eficazes na remoção do mau hálito causado pelo consumo de alimentos contendo componentes produtoras do odor aliáceo, dado que os compostos sulfurosos responsáveis pelo odor são absorvidos pela circulação sanguínea sendo eliminados através dos pulmões e pelas mucosas e pela pele.
O consumo de salsa é considerada como um remédio caseiro, mas a sua eficácia nunca foi cientificamente verificada. Estudos conduzidos na Ohio State University demonstraram que beber leite pode reduzir o "hálito a alho".